# 劉永錫 (南明)
劉永錫（？—1656年10月13日（永曆十年八月辛丑）），字爾類，處州府青田縣人，南明軍事人物。

## 生平
劉永錫是誠國公劉孔昭的兒子，在南京失陷後父親帶領操江兵入海；永曆七、八年（1653年－1654年）期間，張名振以海軍入長江瓜洲，抵達揚州儀真的金山拜祭孝陵，劉孔照就率領他以軍隊會師，累積功勳掛將軍印。永曆十年八月，清兵再次攻打舟山，劉永錫跟隨阮駿在橫水洋金塘防禦，但風發膠船，他和陳六御、張弘德、阮駿、張晉爵、林德、胡自慶、李廷選、阮凱、姜英、楊挺生等人投水而死，人們都說他的才能能彌補父親的過失。

## 引用
1. 1 2  錢海岳《南明史·卷四·本紀第四》：（永曆十年八月）辛丑，舟山陷，總督陳六御、定寧伯張弘德、英義伯阮駿，將軍劉永錫、張晉爵，總兵林德、胡自慶、李廷選、阮凱、姜英、楊挺生等死之。
2. 1 2  錢海岳《南明史·卷三十七·列傳第十三》：劉永錫，字爾類，青田人。誠國公孔昭子。南京亡，孔昭以操江兵入海。永曆七八年間，張名振再以舟師入長江瓜洲，抵儀真，登金山，望祭孝陵。孔昭率永錫以其軍會，累功挂將軍印。
3. ↑  錢海岳《南明史·卷三十七·列傳第十三》：十年八月，清兵復攻舟山，永錫隨阮駿禦之橫水洋金塘，風發舟膠，投水死。論者謂其能幹蠱云。